# والتر داره

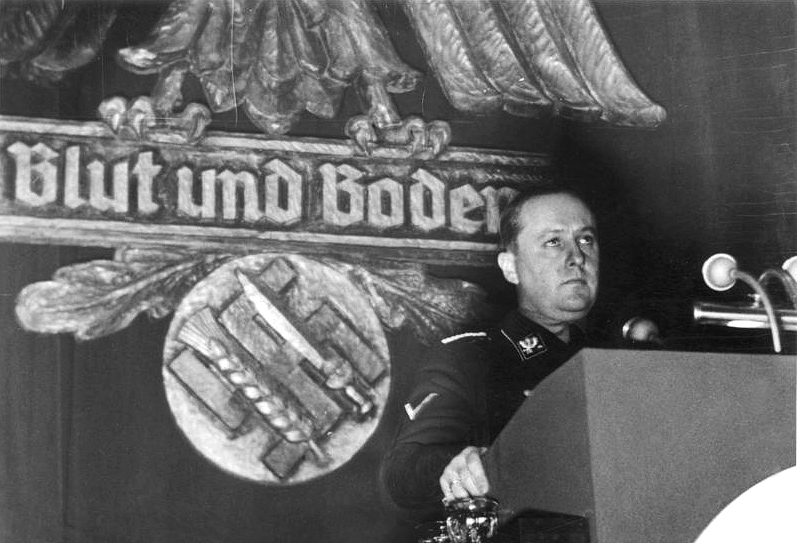
داره در سال ۱۹۳۷ (میلادی) در حال سخنرانی در گوزلار

والتر داره (به آلمانی: Walther Darré) (زاده ۱۴ ژوئیه ۱۸۹۵ – درگذشته ۵ سپتامبر ۱۹۵۳) وزیر کشاورزی رایش سوم از سال ۱۹۳۳ تا سال ۱۹۴۲ بود. وی همچنین از سال ۱۹۳۱ تا سال ۱۹۳۸ رئیس اداره اصلی نژاد و اسکان اس‌اس بود.